# Pera conference
La pera conference és una varietat de pera. És un conreu de tardor de la pera europea (Pyrus communis). La varietat va ser desenvolupada a Anglaterra per Thomas Francis Rivers al seu viver de Hertfordshire. El seu nom deriva de la National British Pear Conference de Londres l'any 1885, on va guanyar el primer premi.

## Característiques
Pera de mida mitjana amb forma d'ampolla allargada, la pera conference té un aspecte similar a la pera Beurré Bosc. La pell del fruit és de color marró verdós i es torna groc pàl·lid quan madura. La polpa és blanca, però es torna groga pàl·lid quan la pera està madura. La textura és molt fina i suau, i el sabor és dolç.

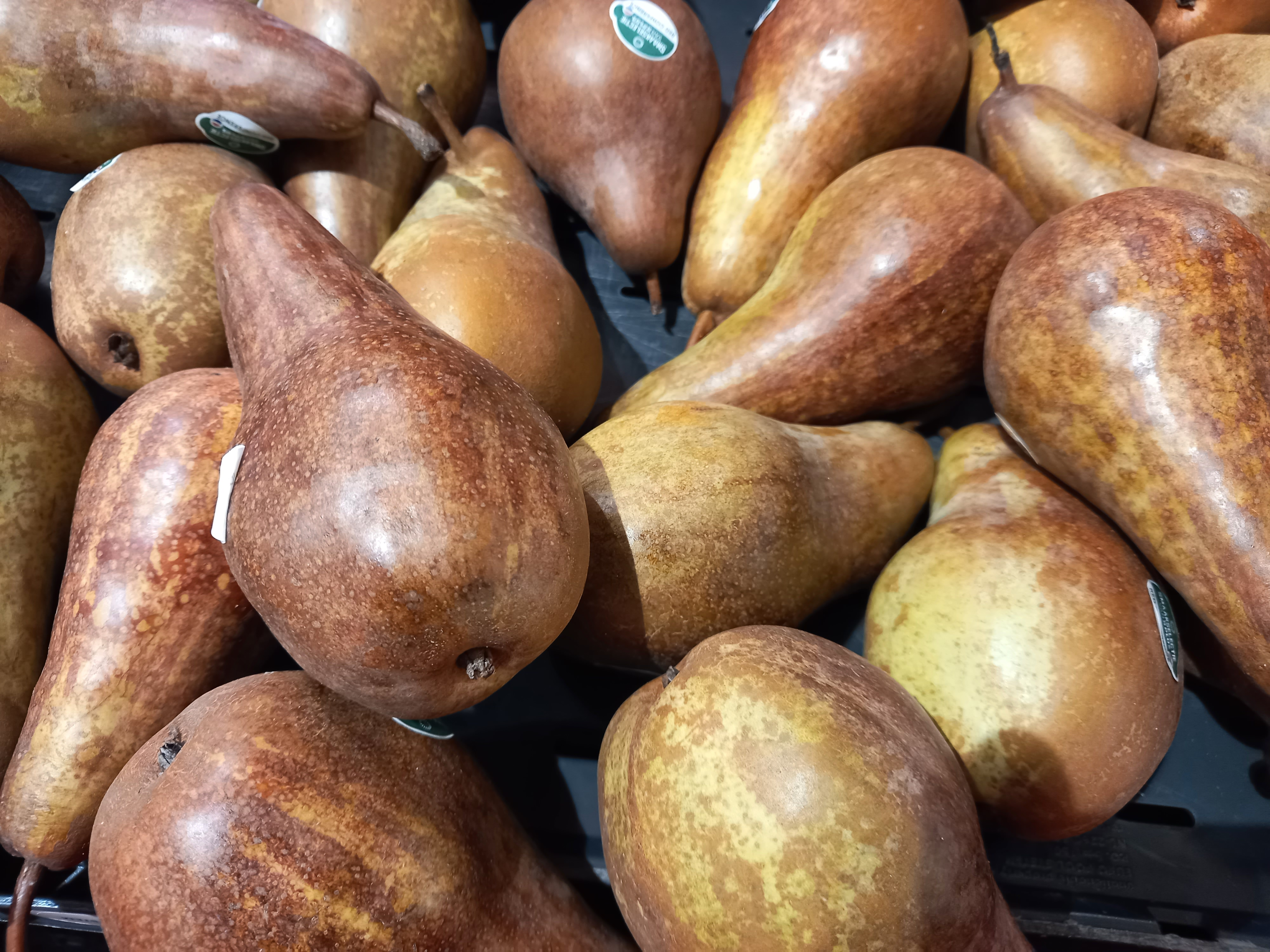
Peres red conference en una fruiteria dels Països Baixos

La pera conference s'adapta a una varietat de condicions i es cultiva àmpliament a Europa. Creix en terrenys assolellats, rics i no massa calcaris. A l'estat francès, les zones de producció d'aquesta varietat es troben majoritàriament al nord (Loirea i Picardia) i a la Savoia, on va ser reconeguda 1996 per una IGP de la Unió Europea. també es cultiva comercialment a moltes zones del Regne Unit i a Ponent sota la DOP Pera de Lleida.